# Пратерсвил (Мисури)
Пратерсвил (енгл. Prathersville) град је у америчкој савезној држави Мисури.

## Демографија
По попису из 2010. године број становника је 124, што је 13 (11,7%) становника више него 2000. године.
| Група             | 2000.       | 2010.       |
| Белци             | 109 (98,2%) | 117 (94,4%) |
| Афроамериканци    | 0 (0,0%)    | 0 (0,0%)    |
| Азијати           | 0 (0,0%)    | 1 (0,8%)    |
| Хиспаноамериканци | 0 (0,0%)    | 3 (2,4%)    |
| Укупно            | 111         | 124         |